# Ocupación de milicianos del refugio nacional de vida silvestre de Malheur
El 2 de enero de 2016, un grupo armado de Extrema derecha de un grupo de milicias ocuparon el edificio la sede del refugio nacional de vida silvestre de Malheur del Servicio de Pesca y Vida Silvestre de los Estados Unidos en la zona rural del sudeste de Oregón en protesta por el encarcelamiento pendiente de los rancheros Dwight Hammond y su hijo, Steven Hammond. Los dos fueron condenados por cargos de incendio premeditado en 2012 por incendiar ilegalmente tierra federal bajo una ley doméstica de antiterrorismo, luego de provocar incendios de malezas para limpiar tierra de pastoreo sin el permiso requerido. Ammon Bundy, el líder del grupo ahora denominado como Ciudadanos para la Libertad Constitucional, dijo que realizó la ocupación luego de recibir un «mensaje divino de Dios», ordenándolo hacer. El grupo también ha declarado que la población local debe controlar el uso de tierras federales.
Los organizadores buscaban una oportunidad para presentar su punto de vista de que el gobierno federal está obligado constitucionalmente a entregar la mayor parte de las tierras públicas federales que administran a los estados individuales, en particular las tierras administradas por Oficina de Administración de Tierras (BLM), Servicio de Pesca y Vida Silvestre de los Estados Unidos (USFWS), Servicio Forestal de los Estados Unidos (USFS) y otras agencias. 
En 2015, los militantes creyeron que podían hacer esto al protestar por el trato dado a dos ganaderos del área condenados por incendio de tierras federales, quienes creían que habían sido condenados injustamente. Aunque los hombres en cuestión, Dwight y Steven Dwight Hammond, padre e hijo, no querían su ayuda. La ocupación comenzó cuando Bundy dirigió un grupo armado a la sede del refugio luego de una manifestación pública pacífica en la cercana ciudad de Burns.
Algunos de los miembros de la milicia declaró que estaban dispuestos a "matar y morir" en el enfrentamiento. La toma de control provocó un debate en los Estados Unidos sobre el significado de la palabra «terrorista» en el contexto del terrorismo doméstico en el país, y además de cómo los medios de comunicación y las situaciones a tratar en la aplicación de leyes que involucran a personas de diferentes etnias o religiones.
Para el 11 de febrero, todos los militantes se habían rendido o retirado de la ocupación, y varios líderes fueron arrestados después de abandonar el sitio; uno de ellos, Robert LaVoy Finicum, falleció como resultado de tiros recibidos durante un intento de arrestarlo después de que alcanzó una pistola escondida en su bolsillo después de que trató de evadir un control de carretera; Ryan Bundy resultó herido. Más de dos docenas de militantes fueron acusados de delitos federales, incluida la conspiración para obstruir a los agentes federales, violaciones con armas de fuego, robo y depredación de propiedad federal. En agosto de 2017, una docena se había declarado culpable y seis de ellos habían sido condenados a 1 o 2 años de libertad condicional, algunos con arresto domiciliario. Otros siete, incluidos Ammon y Ryan Bundy, fueron juzgados y absueltos de todos los cargos federales. Cinco más habían sido declarados culpables y sentenciados meses después. Siete de los militantes fueron condenados a prisión por su papel en la ocupación. Jake Ryan y Duane Ehmer recibieron cada uno 366 días de prisión, y Ryan recibió además tres años de libertad condicional supervisada. Darryl Thorn recibió 18 meses de prisión el 21 de noviembre de 2017.
 Jason Patrick recibió 21 meses el 15 de febrero de 2018. Ryan Payne fue sentenciado a 37 meses en una prisión federal junto con tres años de supervisión el 27 de febrero de 2018. Jon Ritzheimer fue sentenciado a 366 días en una prisión federal y otros 12 meses en un residencial programa de reingreso. Corey Lequieu fue condenado a 30 meses de prisión y tres años de vigilancia. Otros dos, Joe O'Shaughnessy y Brian Cavalier, estuvieron detenidos durante al menos un año, pero fueron liberados a tiempo, más tres años de supervisión cada uno, más multas.